# Etymologicum magnum
Das Etymologicum magnum  (griechisch Ἐτυμολογικὸν μέγα Etymologikon mega, Abkürzung Etym. m., abgeleitet von lateinisch Etymologicum) ist ein alphabetisch geordnetes Sammelwerk von Wörtern bzw. Vokabeln der griechischen Sprache in Form eines Wörterbuchs, das etwa um 1100 entstand.
Es befasst sich jedoch nicht nur – wie der Name vermuten lässt – mit etymologischen Untersuchungen der einzelnen Wörter, sondern gibt überdies zu den betreffenden Stichworten noch mancherlei darüber hinausgehende Informationen, wie z. B. geschichtliche, mythische oder die Grammatik betreffende Hinweise und Anmerkungen, welche zu einem großen Teil aus mehreren älteren grammatischen und literarischen Werken des Altertums zusammengetragen wurden. Dies geschah jedoch in dem Bemühen – etwa durch Zusätze – ein eigenständiges Werk zu schaffen.
Insofern stellt es ein regelrechtes enzyklopädisches Werk dar, dessen Autor und genauer Entstehungsort jedoch nicht mit letzter Gewissheit feststellbar sind.
Das Etymologicum magnum ist lediglich in Form weniger Fragmente erhalten und eines von mehreren weiteren Sammelwerken der byzantinischen Zeit.
Die folgende Auflistung gibt eine Einordnung der fünf bedeutendsten Werke dieser Art und Epoche nach ihrer ungefähren Entstehungszeit wieder.
1. Etymologicum genuinum (zweite Hälfte des 9. Jahrhunderts)
2. Etymologicum Gudianum (11. Jahrhundert.)
3. Etymologicum magnum (erste Hälfte des 12. Jahrhunderts)
4. Etymologicum Symeonis (12. Jahrhundert)
5. Lexikon des Zonaras, auch Lexicon Tittmannianum (12. Jahrhundert)

Im 13. Jahrhundert fanden diese byzantinischen Arbeiten ihren Abschluss.
Die editio princeps wurde von Markos Musuros bearbeitet und von Zacharias Kallierges und Nikolaos Vlastos 1499 in Venedig publiziert. Die heute verwendete Standardausgabe wurde von Thomas Gaisford erstellt. Eine Neuausgabe wird von François Lasserre und Nikolaos Livadaras bearbeitet.

## Ausgaben
- Markos Musuros: Etymologicum Magnum Graecum, Venedig 1499, Digitalisat.
- Friedrich Sylburg: Etymolgicon magnum, Verlag August Weigel, Leipzig 1816, archive.org.
- Thomas Gaisford: Etymologicum Magnum, Oxford 1848, books.google.de.
- François Lasserre, Nikolaos Livadaras: Etymologicum Magnum Genuinum, Symeonis Etymologicum una cum Magna Grammatica, Etymologicum Magnum Auctum, Bd. 1, Rom 1976; Bd. 2, Athen 1992.